# HC Slavia Praha 2017/2018
HC Slavia Praha 2017/2018 popisuje působení hokejového klubu HC Slavia Praha ve druhé nejvyšší české soutěži v sezóně 2017/2018.

## Příprava
| 3. srpna 2017 17.30                                                                 | HC Slavia Praha                                                                     | 4 : 1 (2:0, 1:1, 1:0) | HC Benátky nad Jizerou | Zimní stadion Eden  |  |
| Patrik Polívka (0.00–40.00) Daniel Vecka (40.00–60.00)                              | Patrik Polívka (0.00–40.00) Daniel Vecka (40.00–60.00)                              | Brankáři              | Josef Kořenář          | Rozhodčí: Jan Jílek |  |
| Martin Kadlec 10:51' Václav Jankovský 14:28' Aleš Furch 26:13' Martin Kadlec 59:42' | Martin Kadlec 10:51' Václav Jankovský 14:28' Aleš Furch 26:13' Martin Kadlec 59:42' | 1:0 2:0 3:0 3:1 4:1   | 31:46' Patrik Maier    | Rozhodčí: Jan Jílek |  |
| 8 min                                                                               | 8 min                                                                               | Tresty                | 12 min                 | Rozhodčí: Jan Jílek |  |

| 8. srpna 2017 18.00                       | HC Benátky nad Jizerou                    | 2 : 3 (2:1, 0:1, 0:1) | HC Slavia Praha                                                | Zimní stadion Benátky nad Jizerou Návštěvnost: 180 |  |
| Lukáš Hosnedl                             | Lukáš Hosnedl                             | Brankáři              | Dominik Frodl                                                  | Rozhodčí: Radek Wagner                             |  |
| Dominik Hrníčko 03:22' Adam Dlouhý 12:29' | Dominik Hrníčko 03:22' Adam Dlouhý 12:29' | 1:0 1:1 2:1 2:2 2:3   | 06:54' Lukáš Krejčík 25:31' Václav Krliš 42:46' David Šafránek | Rozhodčí: Radek Wagner                             |  |
| 16 min                                    | 16 min                                    | Tresty                | 10 min                                                         | Rozhodčí: Radek Wagner                             |  |

| 10. srpna 2017 17.30                                            | HC Slavia Praha                                                 | 3 : 1 (2:0, 0:1, 1:0) | Rytíři Kladno                                             | Zimní stadion Eden                  |  |
| Patrik Polívka                                                  | Patrik Polívka                                                  | Brankáři              | Lukáš Cikánek (0.00–30.00) Miroslav Kopřiva (31.00–60.00) | Rozhodčí: Tomáš Battěk Lukáš Bejček |  |
| Martin Kadlec 02:46' Václav Krliš 03:09' Martin Ondráček 58:39' | Martin Kadlec 02:46' Václav Krliš 03:09' Martin Ondráček 58:39' | 1:0 2:0 2:1 3:1       | 21:44' Jan Kloz                                           | Rozhodčí: Tomáš Battěk Lukáš Bejček |  |
| 6 min                                                           | 6 min                                                           | Tresty                | 8 min                                                     | Rozhodčí: Tomáš Battěk Lukáš Bejček |  |

| 15. srpna 2017 18.00 | HC Zubr Přerov | 7 : 5 (3:2, 3:0, 1:3)                           | HC Slavia Praha                                                                                                   | Meo Aréna              |  |
| Lukáš Klimeš | Lukáš Klimeš | Brankáři                                        | Dominik Frodl (0.00–33.00) Patrik Polívka (34.00–60.00)                                                           | Rozhodčí: Pavel Mikula |  |
| Jiří Goiš 09:58' Filip Dvořák 13:15' Jakub Navrátil 17:37' Mikuláš Zbořil 28:31' Daniel Gazda 33:44' Matouš Kratochvíl 36:21' Filip Dvořák 47:47' | Jiří Goiš 09:58' Filip Dvořák 13:15' Jakub Navrátil 17:37' Mikuláš Zbořil 28:31' Daniel Gazda 33:44' Matouš Kratochvíl 36:21' Filip Dvořák 47:47' | 0:1 1:1 2:1 2:2 3:2 4:2 5:2 6:2 6:3 7:3 7:4 7:5 | 08:43' Tomáš Šmerha 16:46' Václav Jankovský 43:28' Václav Jankovský 49:54' David Šafránek 58:49' Václav Jankovský | Rozhodčí: Pavel Mikula |  |
| 8 min | 8 min | Tresty                                          | 6 min | Rozhodčí: Pavel Mikula |  |

| 16. srpna 2017 18.00                                                          | Aukro Berani Zlín                                                             | 4 : 0 (0:0, 1:0, 3:0) | HC Slavia Praha | Zimní stadion Luďka Čajky          |  |
| Libor Kašík                                                                   | Libor Kašík                                                                   | Brankáři              | Patrik Polívka  | Rozhodčí: Zbyněk Kubičík Jan Vaněk |  |
| Tomáš Žižka 22:07' David Nosek 48:10' Roman Pšurný 49:05' Filip Chytil 52:55' | Tomáš Žižka 22:07' David Nosek 48:10' Roman Pšurný 49:05' Filip Chytil 52:55' | 1:0 2:0 3:0 4:0       |                 | Rozhodčí: Zbyněk Kubičík Jan Vaněk |  |
| 12 min                                                                        | 12 min                                                                        | Tresty                | 12 min          | Rozhodčí: Zbyněk Kubičík Jan Vaněk |  |

| 17. srpna 2017 15.30              | HC Slavia Praha                   | 2 : 1 SN (0:1, 1:0, 0:0 – 0:0 – 1:0) | Orli Znojmo        | Meo Aréna Návštěvnost: 158 |  |
| Dominik Frodl                     | Dominik Frodl                     | Brankáři                             | Tomáš Halász       | Rozhodčí: Petr Přikryl     |  |
| Ondřej Kopta 26:00' Lukáš Krejčík | Ondřej Kopta 26:00' Lukáš Krejčík | 0:1 1:1 SN                           | 06:17' Marek Račuk | Rozhodčí: Petr Přikryl     |  |
| 4 min                             | 4 min                             | Tresty                               | 6 min              | Rozhodčí: Petr Přikryl     |  |

| 22. srpna 2017 17.00 | Rytíři Kladno    | 0 : 2 (0:0, 0:2, 0:0) | HC Slavia Praha                        | ČEZ stadion Kladno Návštěvnost: 811 |  |
| Miroslav Kopřiva     | Miroslav Kopřiva | Brankáři              | Dominik Frodl                          | Rozhodčí: Jiří Ondráček             |  |
|                      |                  | 0:1 0:2               | 34:10' Aleš Furch 36:12' Pavel Kolařík | Rozhodčí: Jiří Ondráček             |  |
| 2 min                | 2 min            | Tresty                | 4 min                                  | Rozhodčí: Jiří Ondráček             |  |

| 25. srpna 2017 11.00 | HC Slavia Praha | 6 : 2 (2:0, 0:1, 4:1)           | HC Klatovy                                                  | Zimní stadion Eden       |  |
| Patrik Polívka (0.00–31:42) Dominik Frodl (31:43–60:00)                                                                        | Patrik Polívka (0.00–31:42) Dominik Frodl (31:43–60:00)                                                                        | Brankáři                        | Kristián Kolář (0.00–31:42) Martin Altrichter (31:43–60:00) | Rozhodčí: Michal Škrobák |  |
| Zdeněk Kubica 07:49' Denis Heldák 11:41' Lukáš Krejčík 40:42' Václav Jankovský 45:15' Denis Heldák 49:19' Lukáš Krejčík 55:56' | Zdeněk Kubica 07:49' Denis Heldák 11:41' Lukáš Krejčík 40:42' Václav Jankovský 45:15' Denis Heldák 49:19' Lukáš Krejčík 55:56' | 1:0 2:0 2:1 3:1 4:1 5:1 5:2 6:2 | 28:28' Tomáš Vracovský 54:45' Jan Topinka                   | Rozhodčí: Michal Škrobák |  |
| 8 min | 8 min | Tresty                          | 10 min                                                      | Rozhodčí: Michal Škrobák |  |

| 29. srpna 2017 17.30                                              | HC Slavia Praha                                                   | 3 : 2 (0:1, 1:0, 2:1) | HC Dynamo Pardubice                             | Zimní stadion Eden |  |
| Dominik Frodl                                                     | Dominik Frodl                                                     | Brankáři              | Patrik Polívka                                  |                    |  |
| Ondřej Kopta 30:38' David Šafránek 42:34' Václav Jankovský 52:23' | Ondřej Kopta 30:38' David Šafránek 42:34' Václav Jankovský 52:23' | 0:1 1:1 2:1 2:2 3:2   | 04:54' Peter Quenneville 47:08' Patrik Poulíček |                    |  |
| 4 min                                                             | 4 min                                                             | Tresty                | 6 min                                           |                    |  |

| 31. srpna 2017 17.30 | HC Slavia Praha | 0 : 4 (0:1, 0:1, 0:2) | HC Škoda Plzeň                                                                          | Zimní stadion Eden                       |  |
| Patrik Polívka       | Patrik Polívka  | Brankáři              | Miroslav Svoboda                                                                        | Rozhodčí: Daniel Jechoutek Patrik Vokřál |  |
|                      |                 | 0:1 0:2 0:3 0:4       | 13:50' Dominik Kubalík 38:13' Denis Kindl 53:34' Miroslav Indrák 55:00' David Sklenička | Rozhodčí: Daniel Jechoutek Patrik Vokřál |  |
| 4 min                | 4 min           | Tresty                | 6 min                                                                                   | Rozhodčí: Daniel Jechoutek Patrik Vokřál |  |
| 24                   | 24              | Střely                | 31                                                                                      | Rozhodčí: Daniel Jechoutek Patrik Vokřál |  |

| 5. září 2017 18.00                    | HC Sparta Praha                       | 2 : 1 PP (0:0, 0:0, 1:1 – 1:0) | HC Slavia Praha      | Tipsport arena Návštěvnost: 5872    |  |
| Sami Aittokallio                      | Sami Aittokallio                      | Brankáři                       | Dominik Frodl        | Rozhodčí: Lukáš Bejček Tomáš Battěk |  |
| Petr Vrána 43:19' Dominik Uher 62:37' | Petr Vrána 43:19' Dominik Uher 62:37' | 1:0 1:1 2:1                    | 55:35' Zdeněk Kubica | Rozhodčí: Lukáš Bejček Tomáš Battěk |  |
| 8 min                                 | 8 min                                 | Tresty                         | 6 min                | Rozhodčí: Lukáš Bejček Tomáš Battěk |  |

## WSM Liga

### Základní část
| 9. září 2017 17.30                                                                                        | HC Slavia Praha                                                                                           | 5 : 1 (1:0, 2:0, 2:1)   | AZ Residomo Havířov | Zimní stadion Eden Návštěvnost: 849                                      |  |
| Dominik Frodl                                                                                             | Dominik Frodl                                                                                             | Brankáři                | Martin Falter       | Rozhodčí: Martin Grech Jakub Valenta Čároví: Michal Rubáš Miroslav Šimán |  |
| Lukáš Krejčík 15:04' Lukáš Krejčík 35:04' Lukáš Krejčík 37:01' Lukáš Nedvídek 40:56' Lukáš Krejčík 53:44' | Lukáš Krejčík 15:04' Lukáš Krejčík 35:04' Lukáš Krejčík 37:01' Lukáš Nedvídek 40:56' Lukáš Krejčík 53:44' | 1:0 2:0 3:0 4:0 4:1 5:1 | 47:47' Jan Bambula  | Rozhodčí: Martin Grech Jakub Valenta Čároví: Michal Rubáš Miroslav Šimán |  |
| 10 min | 10 min | Tresty                  | 26 min              | Rozhodčí: Martin Grech Jakub Valenta Čároví: Michal Rubáš Miroslav Šimán |  |
| 28 | 28 | Střely                  | 29                  | Rozhodčí: Martin Grech Jakub Valenta Čároví: Michal Rubáš Miroslav Šimán |  |

| 13. září 2017 17.30                                                                                               | ČEZ Motor České Budějovice                                                                                        | 5 : 1 (2:0, 1:0, 2:1)   | HC Slavia Praha      | Budvar aréna Návštěvnost: 6282                                         |  |
| David Gába | David Gába | Brankáři                | Dominik Frodl        | Rozhodčí: Radek Wagner Tomáš Luczków Čároví: Jan Votrubec Martin Ševic |  |
| Martin Heřman 17:46' Filip Vlček 19:51' Mitchell Fillman 30:03' Timothy Robert Crowder 47:33' Martin Novák 50:42' | Martin Heřman 17:46' Filip Vlček 19:51' Mitchell Fillman 30:03' Timothy Robert Crowder 47:33' Martin Novák 50:42' | 1:0 2:0 3:0 4:0 5:0 5:1 | 58:32' Zdeněk Kubica | Rozhodčí: Radek Wagner Tomáš Luczków Čároví: Jan Votrubec Martin Ševic |  |
| 12 min | 12 min | Tresty                  | 10 min               | Rozhodčí: Radek Wagner Tomáš Luczków Čároví: Jan Votrubec Martin Ševic |  |
| 29 | 29 | Střely                  | 15                   | Rozhodčí: Radek Wagner Tomáš Luczków Čároví: Jan Votrubec Martin Ševic |  |

| 16. září 2017 17.30 | HC Slavia Praha | 0 : 3 (0:0, 0:1, 0:2) | LHK Jestřábi Prostějov                                        | Zimní stadion Eden Návštěvnost: 916                                           |  |
| Patrik Polívka      | Patrik Polívka  | Brankáři              | Jakub Neužil                                                  | Rozhodčí: Daniel Jechoutek Tomáš Zbořil Čároví: Ondřej Doležal Martin Kreuzer |  |
|                     |                 | 0:1 0:2 0:3           | 39:57' Matouš Venkrbec 44:11' Jan Rudovský 59:06' Tomáš Nouza | Rozhodčí: Daniel Jechoutek Tomáš Zbořil Čároví: Ondřej Doležal Martin Kreuzer |  |
| 10 min              | 10 min          | Tresty                | 8 min                                                         | Rozhodčí: Daniel Jechoutek Tomáš Zbořil Čároví: Ondřej Doležal Martin Kreuzer |  |
| 28                  | 28              | Střely                | 25                                                            | Rozhodčí: Daniel Jechoutek Tomáš Zbořil Čároví: Ondřej Doležal Martin Kreuzer |  |

| 20. září 2017 18.00                                                  | SK Kadaň                                                             | 3 : 6 (0:1, 1:2, 2:3)               | HC Slavia Praha | Stadion města Kadaň Návštěvnost: 300                                   |  |
| Tadeáš Dvořák                                                        | Tadeáš Dvořák                                                        | Brankáři                            | Patrik Polívka | Rozhodčí: Tomáš Zubzanda Tomáš Veselý Čároví: Richard Coubal Jan Toman |  |
| František Wágner 31:25' František Wágenr 48:22' Darek Hejcman 54:32' | František Wágner 31:25' František Wágenr 48:22' Darek Hejcman 54:32' | 0:1 0:2 1:2 1:3 1:4 1:5 2:5 3:5 3:6 | 03:29' Martin Ondráček 23:05' David Šafránek 36:55' Václav Jankovský 41:35' Ondřej Kopta 48:05' Václav Krliš 59:55' Jiří Drtina | Rozhodčí: Tomáš Zubzanda Tomáš Veselý Čároví: Richard Coubal Jan Toman |  |
| 10 min                                                               | 10 min                                                               | Tresty                              | 4 min | Rozhodčí: Tomáš Zubzanda Tomáš Veselý Čároví: Richard Coubal Jan Toman |  |
| 15                                                                   | 15                                                                   | Střely                              | 32 | Rozhodčí: Tomáš Zubzanda Tomáš Veselý Čároví: Richard Coubal Jan Toman |  |

| 23. září 2017 17.30 | HC Slavia Praha | 0 : 2 (0:2, 0:0, 0:0) | HC Frýdek-Místek                         | Zimní stadion Eden Návštěvnost: 670                             |  |
| Dominik Frodl       | Dominik Frodl   | Brankáři              | Jan Strmeň                               | Rozhodčí: Jan Jílek Pavel Würtherle Čároví: Jan Čížek Milan Kis |  |
|                     |                 | 0:1 0:2               | 01:19' René Piegl 06:15' Michal Kovařčík | Rozhodčí: Jan Jílek Pavel Würtherle Čároví: Jan Čížek Milan Kis |  |
| 6 min               | 6 min           | Tresty                | 14 min                                   | Rozhodčí: Jan Jílek Pavel Würtherle Čároví: Jan Čížek Milan Kis |  |
| 31                  | 31              | Střely                | 22                                       | Rozhodčí: Jan Jílek Pavel Würtherle Čároví: Jan Čížek Milan Kis |  |

| 25. září 2017 17.30                      | VHK ROBE Vsetín                          | 2 : 5 (0:2, 0:1, 2:2)       | HC Slavia Praha                                                                                  | Na Lapači Návštěvnost: 3108                                          |  |
| Michal Šurý                              | Michal Šurý                              | Brankáři                    | Dominik Frodl                                                                                    | Rozhodčí: Pavel Obadal Jan Doležal Čároví: Jaromír Bryška Jiří Novák |  |
| Radim Hruška 57:30' David Březina 58:02' | Radim Hruška 57:30' David Březina 58:02' | 0:1 0:2 0:3 0:4 0:5 1:5 2:5 | 03:43' Jiří Drtina 19:44' Jan Novák 37:41' Jan Novák 46:44' Zdeněk Doležal 55:49' Zdeněk Doležal | Rozhodčí: Pavel Obadal Jan Doležal Čároví: Jaromír Bryška Jiří Novák |  |
| 37 min                                   | 37 min                                   | Tresty                      | 37 min                                                                                           | Rozhodčí: Pavel Obadal Jan Doležal Čároví: Jaromír Bryška Jiří Novák |  |
| 32                                       | 32                                       | Střely                      | 33                                                                                               | Rozhodčí: Pavel Obadal Jan Doležal Čároví: Jaromír Bryška Jiří Novák |  |

| 27. září 2017 18.00                      | HC Slavia Praha                          | 2 : 3 (1:2, 1:1, 0:0) | SK Horácká Slavia Třebíč                                     | Zimní stadion Eden Návštěvnost: 592                                         |  |
| Dominik Frodl                            | Dominik Frodl                            | Brankáři              | Lukáš Dostál                                                 | Rozhodčí: Tomáš Luczków Svatopluk Kopeček Čároví: Jan Votrubec Martin Ševic |  |
| Zdeněk Doležal 12:22' Jiří Drtina 21:48' | Zdeněk Doležal 12:22' Jiří Drtina 21:48' | 1:0 1:1 1:2 2:2 2:3   | 15:16' Luboš Horký 17:37' Lukáš Paták 25:41' Silvester Kusko | Rozhodčí: Tomáš Luczków Svatopluk Kopeček Čároví: Jan Votrubec Martin Ševic |  |
| 4 min                                    | 4 min                                    | Tresty                | 12 min                                                       | Rozhodčí: Tomáš Luczków Svatopluk Kopeček Čároví: Jan Votrubec Martin Ševic |  |
| 17                                       | 17                                       | Střely                | 17                                                           | Rozhodčí: Tomáš Luczków Svatopluk Kopeček Čároví: Jan Votrubec Martin Ševic |  |

| 30. září 2017 17.00  | HC Slovan Ústí nad Labem | 1 : 2 (0:0, 0:0, 1:2) | HC Slavia Praha                            | Zimní stadion Ústí nad Labem Návštěvnost: 1278                           |  |
| Jan Růžička          | Jan Růžička              | Brankáři              | Patrik Polívka                             | Rozhodčí: Martin Grech Jakub Valenta Čároví: Štefan Belko Ondřej Doležal |  |
| Antonín Melka 53:09' | Antonín Melka 53:09'     | 0:1 0:2 1:2           | 42:21' David Šafránek 51:04' Zdeněk Kubica | Rozhodčí: Martin Grech Jakub Valenta Čároví: Štefan Belko Ondřej Doležal |  |
| 10 min               | 10 min                   | Tresty                | 10 min                                     | Rozhodčí: Martin Grech Jakub Valenta Čároví: Štefan Belko Ondřej Doležal |  |
| 18                   | 18                       | Střely                | 29                                         | Rozhodčí: Martin Grech Jakub Valenta Čároví: Štefan Belko Ondřej Doležal |  |

| 4. října 2017 18.00  | HC Slavia Praha      | 1 : 5 (0:1, 1:2, 0:2)   | HC Energie Karlovy Vary                                                                                        | Zimní stadion Eden Návštěvnost: 1176                                    |  |
| Patrik Polívka       | Patrik Polívka       | Brankáři                | Tomáš Závorka                                                                                                  | Rozhodčí: Radek Wagner Daniel Pražák Čároví: Michal Rubáš Martin Tvrdík |  |
| Martin Kadlec 27:04' | Martin Kadlec 27:04' | 0:1 1:1 1:2 1:3 1:4 1:5 | 09:52' Jaromír Kverka 32:34' Ondřej Beránek 37:31' Sebastian Gorčík 51:19' Jaromír Kverka 56:42' Petr Stloukal | Rozhodčí: Radek Wagner Daniel Pražák Čároví: Michal Rubáš Martin Tvrdík |  |
| 10 min               | 10 min               | Tresty                  | 6 min | Rozhodčí: Radek Wagner Daniel Pražák Čároví: Michal Rubáš Martin Tvrdík |  |
| 27                   | 27                   | Střely                  | 30 | Rozhodčí: Radek Wagner Daniel Pražák Čároví: Michal Rubáš Martin Tvrdík |  |

| 7. října 2017 16.00                 | Rytíři Kladno                       | 2 : 0 (1:0, 0:0, 1:0) | HC Slavia Praha | ČEZ stadion Kladno Návštěvnost: 2426                                     |  |
| Lukáš Cikánek                       | Lukáš Cikánek                       | Brankáři              | Dominik Frodl   | Rozhodčí: Michal Kostourek Tomáš Veselý Čároví: Milan Štofa Václav Beneš |  |
| David Tůma 01:48' David Tůma 59:43' | David Tůma 01:48' David Tůma 59:43' | 1:0 2:0               |                 | Rozhodčí: Michal Kostourek Tomáš Veselý Čároví: Milan Štofa Václav Beneš |  |
| 8 min                               | 8 min                               | Tresty                | 10 min          | Rozhodčí: Michal Kostourek Tomáš Veselý Čároví: Milan Štofa Václav Beneš |  |
| 24                                  | 24                                  | Střely                | 29              | Rozhodčí: Michal Kostourek Tomáš Veselý Čároví: Milan Štofa Václav Beneš |  |

| 9. října 2017 18.00                     | HC Slavia Praha                         | 2 : 0 (1:0, 0:0, 1:0) | HC Zubr Přerov | Zimní stadion Eden Návštěvnost: 615                                   |  |
| Dominik Frodl                           | Dominik Frodl                           | Brankáři              | Juraj Šimboch  | Rozhodčí: Josef Barek Tomáš Luczków Čároví: Martin Ševic Jan Votrubec |  |
| Zdeněk Kubica 07:36' Jiří Drtina 56:29' | Zdeněk Kubica 07:36' Jiří Drtina 56:29' | 1:0 2:0               |                | Rozhodčí: Josef Barek Tomáš Luczków Čároví: Martin Ševic Jan Votrubec |  |
| 10 min                                  | 10 min                                  | Tresty                | 20 min         | Rozhodčí: Josef Barek Tomáš Luczków Čároví: Martin Ševic Jan Votrubec |  |
| 36                                      | 36                                      | Střely                | 32             | Rozhodčí: Josef Barek Tomáš Luczków Čároví: Martin Ševic Jan Votrubec |  |

| 11. října 2017 18.00                                                            | HC Stadion Litoměřice                                                           | 4 : 3 PP (1:2, 1:0, 1:1 – 1:0) | HC Slavia Praha                                             | Kalich aréna Návštěvnost: 1080                                         |  |
| Tomáš Král                                                                      | Tomáš Král                                                                      | Brankáři                       | Dominik Frodl                                               | Rozhodčí: Radek Wagner Michal Škrobák Čároví: Jan Toman Richard Coubal |  |
| Martin Jandus 04:12' Jan Veselý 25:15' Vítězslav Bílek 51:19' Denis Kusý 62:53' | Martin Jandus 04:12' Jan Veselý 25:15' Vítězslav Bílek 51:19' Denis Kusý 62:53' | 0:1 1:1 1:2 2:2 2:3 3:3 4:3    | 03:30' Lukáš Nedvídek 14:37' Jan Novák 45:02' Martin Kadlec | Rozhodčí: Radek Wagner Michal Škrobák Čároví: Jan Toman Richard Coubal |  |
| 4 min                                                                           | 4 min                                                                           | Tresty                         | 10 min                                                      | Rozhodčí: Radek Wagner Michal Škrobák Čároví: Jan Toman Richard Coubal |  |
| 34                                                                              | 34                                                                              | Střely                         | 23                                                          | Rozhodčí: Radek Wagner Michal Škrobák Čároví: Jan Toman Richard Coubal |  |

| 14. října 2017 17.30                                       | HC Slavia Praha                                            | 3 : 0 (0:0, 1:0, 2:0) | HC Benátky nad Jizerou | Zimní stadion Eden Návštěvnost: 718                                           |  |
| Dominik Frodl                                              | Dominik Frodl                                              | Brankáři              | Josef Kořenář          | Rozhodčí: Daniel Jechoutek Svatopluk Kopeček Čároví: Petr Kotlík Ondřej Polák |  |
| Jan Holý 21:13' Jindřich Barák 57:11' Zdeněk Kubica 58:37' | Jan Holý 21:13' Jindřich Barák 57:11' Zdeněk Kubica 58:37' | 1:0 2:0 3:0           |                        | Rozhodčí: Daniel Jechoutek Svatopluk Kopeček Čároví: Petr Kotlík Ondřej Polák |  |
| 12 min                                                     | 12 min                                                     | Tresty                | 16 min                 | Rozhodčí: Daniel Jechoutek Svatopluk Kopeček Čároví: Petr Kotlík Ondřej Polák |  |
| 37                                                         | 37                                                         | Střely                | 20                     | Rozhodčí: Daniel Jechoutek Svatopluk Kopeček Čároví: Petr Kotlík Ondřej Polák |  |

| 16. října 2017 18.00                 | AZ Residomo Havířov                  | 2 : 0 (0:0, 1:0, 1:0) | HC Slavia Praha | Gascontrol Aréna Návštěvnost: 1562                                      |  |
| Ondřej Bláha                         | Ondřej Bláha                         | Brankáři              | Patrik Polívka  | Rozhodčí: Petr Přikryl Pavel Obadal Čároví: David Potůček Radek Špringl |  |
| Lukáš Bednář 37:44' Roman Rác 59:00' | Lukáš Bednář 37:44' Roman Rác 59:00' | 1:0 2:0               |                 | Rozhodčí: Petr Přikryl Pavel Obadal Čároví: David Potůček Radek Špringl |  |
| 6 min                                | 6 min                                | Tresty                | 8 min           | Rozhodčí: Petr Přikryl Pavel Obadal Čároví: David Potůček Radek Špringl |  |
| 21                                   | 21                                   | Střely                | 23              | Rozhodčí: Petr Přikryl Pavel Obadal Čároví: David Potůček Radek Špringl |  |

| 18. října 2017 18.00                     | HC Slavia Praha                          | 2 : 1 (1:0, 1:1, 0:0) | ČEZ Motor České Budějovice    | Zimní stadion Eden Návštěvnost: 1658                                 |  |
| Dominik Frodl                            | Dominik Frodl                            | Brankáři              | Petr Kváča                    | Rozhodčí: Michal Dědek Pavel Obadal Čároví: Aleš Hejl Lukáš Podrazil |  |
| Lukáš Nedvídek 04:53' Lukáš Endál 38:16' | Lukáš Nedvídek 04:53' Lukáš Endál 38:16' | 1:0 1:1 2:1           | 21:22' Timothy Robert Crowder | Rozhodčí: Michal Dědek Pavel Obadal Čároví: Aleš Hejl Lukáš Podrazil |  |
| 10 min                                   | 10 min                                   | Tresty                | 22 min                        | Rozhodčí: Michal Dědek Pavel Obadal Čároví: Aleš Hejl Lukáš Podrazil |  |
| 28                                       | 28                                       | Střely                | 25                            | Rozhodčí: Michal Dědek Pavel Obadal Čároví: Aleš Hejl Lukáš Podrazil |  |

| 21. října 2017 17.00 | LHK Jestřábi Prostějov | 0 : 1 (0:1, 0:0, 0:0) | HC Slavia Praha       | Zimní stadion Prostějov Návštěvnost: 1914                             |  |
| Jakub Neužil         | Jakub Neužil           | Brankáři              | Dominik Frodl         | Rozhodčí: Robert Čech Václav Šutara Čároví: Tomáš Měkýš Roman Komínek |  |
|                      |                        | 0:1                   | 11:46' Jaroslav Kasík | Rozhodčí: Robert Čech Václav Šutara Čároví: Tomáš Měkýš Roman Komínek |  |
| 8 min                | 8 min                  | Tresty                | 6 min                 | Rozhodčí: Robert Čech Václav Šutara Čároví: Tomáš Měkýš Roman Komínek |  |
| 21                   | 21                     | Střely                | 34                    | Rozhodčí: Robert Čech Václav Šutara Čároví: Tomáš Měkýš Roman Komínek |  |

| 25. října 2017 18.00 | HC Slavia Praha | 7 : 1 (3:1, 2:0, 2:0)           | SK Kadaň           | Zimní stadion Eden Návštěvnost: 582                                       |  |
| Dominik Frodl | Dominik Frodl | Brankáři                        | Tadeáš Dvořák      | Rozhodčí: Michal Kostourek Radek Wagner Čároví: Ondřej Doležal Jan Krátký |  |
| Václav Jankovský 06:05' Jiří Drtina 09:38' Zdeněk Kubica 17:13' David Šafránek 27:19' Jaroslav Kasík 39:49' Martin Kadlec 58:00' Jiří Drtina 59:59' | Václav Jankovský 06:05' Jiří Drtina 09:38' Zdeněk Kubica 17:13' David Šafránek 27:19' Jaroslav Kasík 39:49' Martin Kadlec 58:00' Jiří Drtina 59:59' | 1:0 2:0 2:1 3:1 4:1 5:1 6:1 7:1 | 16:59' Jakub Chrpa | Rozhodčí: Michal Kostourek Radek Wagner Čároví: Ondřej Doležal Jan Krátký |  |
| 14 min | 14 min | Tresty                          | 10 min             | Rozhodčí: Michal Kostourek Radek Wagner Čároví: Ondřej Doležal Jan Krátký |  |
| 33 | 33 | Střely                          | 26                 | Rozhodčí: Michal Kostourek Radek Wagner Čároví: Ondřej Doležal Jan Krátký |  |

| 28. října 2017 17.00 | HC Frýdek-Místek    | 1 : 2 (0:1, 1:1, 0:0) | HC Slavia Praha                         | Hala Polárka Návštěvnost: 1792                                          |  |
| Lukáš Daneček        | Lukáš Daneček       | Brankáři              | Dominik Frodl                           | Rozhodčí: Vojtěch Fiala Jakub Koziol Čároví: Radim Adamec Marian Poruba |  |
| David Klimša 30:27'  | David Klimša 30:27' | 0:1 1:1 1:2           | 02:30' Lukáš Krejčík 35:51' Jiří Drtina | Rozhodčí: Vojtěch Fiala Jakub Koziol Čároví: Radim Adamec Marian Poruba |  |
| 8 min                | 8 min               | Tresty                | 10 min                                  | Rozhodčí: Vojtěch Fiala Jakub Koziol Čároví: Radim Adamec Marian Poruba |  |
| 27                   | 27                  | Střely                | 21                                      | Rozhodčí: Vojtěch Fiala Jakub Koziol Čároví: Radim Adamec Marian Poruba |  |

| 30. října 2017 18.00 | HC Slavia Praha | 2 : 3 SN (1:0, 0:2, 1:0 – 0:0 – 0:1)               | VHK ROBE Vsetín                                                                                              | Zimní stadion Eden Návštěvnost: 1546                                 |  |
| Dominik Frodl | Dominik Frodl | Brankáři                                           | Jaroslav Pavelka                                                                                             | Rozhodčí: Petr Přikryl Tomáš Veselý Čároví: Michal Rubáš Ondřej Malý |  |
| Lukáš Krejčík 16:29' Lukáš Endál 59:51' Martin Kadlec Lukáš Krejčík Lukáš Nedvídek David Šafránek Lukáš Endál Lukáš Krejčík | Lukáš Krejčík 16:29' Lukáš Endál 59:51' Martin Kadlec Lukáš Krejčík Lukáš Nedvídek David Šafránek Lukáš Endál Lukáš Krejčík | 1:0 1:1 1:2 2:2 Samostatné nájezdy 0:0 1:0 1:1 1:2 | 20:43' Radim Kucharczyk 32:10' Radim Ostrčil Jakub Teper Radim Hruška Filip Dundáček Vít Jonák David Březina | Rozhodčí: Petr Přikryl Tomáš Veselý Čároví: Michal Rubáš Ondřej Malý |  |
| 14 min | 14 min | Tresty                                             | 12 min | Rozhodčí: Petr Přikryl Tomáš Veselý Čároví: Michal Rubáš Ondřej Malý |  |
| 27 | 27 | Střely                                             | 39 | Rozhodčí: Petr Přikryl Tomáš Veselý Čároví: Michal Rubáš Ondřej Malý |  |

| 1. listopadu 2017 17.30                  | SK Horácká Slavia Třebíč                 | 2 : 0 (1:0, 1:0, 0:0) | HC Slavia Praha | Zimní stadion města Třebíče - Mann+Hummel Arena Návštěvnost: 1126       |  |
| Karel Vejmelka                           | Karel Vejmelka                           | Brankáři              | Patrik Polívka  | Rozhodčí: Robert Čech Přemysl Skopal Čároví: Daniel Reich Michal Zedník |  |
| Karel Nedbal 01:49' Radim Zohorna 36:28' | Karel Nedbal 01:49' Radim Zohorna 36:28' | 1:0 2:0               |                 | Rozhodčí: Robert Čech Přemysl Skopal Čároví: Daniel Reich Michal Zedník |  |
| 4 min                                    | 4 min                                    | Tresty                | 6 min           | Rozhodčí: Robert Čech Přemysl Skopal Čároví: Daniel Reich Michal Zedník |  |
| 21                                       | 21                                       | Střely                | 28              | Rozhodčí: Robert Čech Přemysl Skopal Čároví: Daniel Reich Michal Zedník |  |

| 4. listopadu 2017 15.00 | HC Slavia Praha | 8 : 1 (3:0, 4:0, 1:1)               | HC Slovan Ústí nad Labem                             | Zimní stadion Eden Návštěvnost: 828                                       |  |
| Dominik Frodl | Dominik Frodl | Brankáři                            | Martin Volke (0.00–23.14) Jakub Soukup (23.15–60.00) | Rozhodčí: Jan Doležal Svatopluk Kopeček Čároví: Michal Jílek Martin Šperl |  |
| Martin Kadlec 03:49' Lukáš Endál 08:05' Zdeněk Kubica 11:13' Zdeněk Kubica 21:38' Lukáš Endál 23:14' Martin Šagát 29:35' Jindřich Barák 35:04' Václav Jankovský 52:55' | Martin Kadlec 03:49' Lukáš Endál 08:05' Zdeněk Kubica 11:13' Zdeněk Kubica 21:38' Lukáš Endál 23:14' Martin Šagát 29:35' Jindřich Barák 35:04' Václav Jankovský 52:55' | 1:0 2:0 3:0 4:0 5:0 6:0 7:0 7:1 8:1 | 48:35' David Merta                                   | Rozhodčí: Jan Doležal Svatopluk Kopeček Čároví: Michal Jílek Martin Šperl |  |
| 8 min | 8 min | Tresty                              | 4 min                                                | Rozhodčí: Jan Doležal Svatopluk Kopeček Čároví: Michal Jílek Martin Šperl |  |
| 36 | 36 | Střely                              | 33                                                   | Rozhodčí: Jan Doležal Svatopluk Kopeček Čároví: Michal Jílek Martin Šperl |  |

| 15. listopadu 2017 17.30 | HC Energie Karlovy Vary | 6 : 2 (2:0, 3:1, 1:1)           | HC Slavia Praha                                         | KV Arena Návštěvnost: 3042                                               |  |
| Filip Novotný | Filip Novotný | Brankáři                        | Dominik Frodl (0.00–28.07) Patrik Polívka (28.08–60.00) | Rozhodčí: Radek Wagner Daniel Jechoutek Čároví: Aleš Hejl Martin Kreuzer |  |
| Stanislav Balán 03:21' Václav Skuhravý 18:35' Petr Stloukal 21:41' Martin Kohout 28:07' Jakub Flek 39:20' Tomáš Rachůnek 53:51' | Stanislav Balán 03:21' Václav Skuhravý 18:35' Petr Stloukal 21:41' Martin Kohout 28:07' Jakub Flek 39:20' Tomáš Rachůnek 53:51' | 1:0 2:0 3:0 4:0 4:1 5:1 6:1 6:2 | 35:26' Marek Račuk 58:32' David Šafránek                | Rozhodčí: Radek Wagner Daniel Jechoutek Čároví: Aleš Hejl Martin Kreuzer |  |
| 4 min | 4 min | Tresty                          | 12 min                                                  | Rozhodčí: Radek Wagner Daniel Jechoutek Čároví: Aleš Hejl Martin Kreuzer |  |
| 32 | 32 | Střely                          | 14                                                      | Rozhodčí: Radek Wagner Daniel Jechoutek Čároví: Aleš Hejl Martin Kreuzer |  |

| 18. listopadu 2017 15.00                                                            | HC Slavia Praha                                                                     | 4 : 2 (0:1, 2:0, 2:1)   | Rytíři Kladno                        | Zimní stadion Eden Návštěvnost: 2054                                |  |
| Dominik Frodl                                                                       | Dominik Frodl                                                                       | Brankáři                | Miroslav Kopřiva                     | Rozhodčí: Josef Barek Jan Doležal Čároví: Radek Špringl Roman Zídek |  |
| Lukáš Nedvídek 26:46' Martin Kadlec 26:57' David Šafránek 43:56' Marek Račuk 59:17' | Lukáš Nedvídek 26:46' Martin Kadlec 26:57' David Šafránek 43:56' Marek Račuk 59:17' | 0:1 1:1 2:1 3:1 3:2 4:2 | 03:31' Jan Kloz 44:33' Tomáš Redlich | Rozhodčí: Josef Barek Jan Doležal Čároví: Radek Špringl Roman Zídek |  |
| 4 min                                                                               | 4 min                                                                               | Tresty                  | 10 min                               | Rozhodčí: Josef Barek Jan Doležal Čároví: Radek Špringl Roman Zídek |  |
| 21                                                                                  | 21                                                                                  | Střely                  | 24                                   | Rozhodčí: Josef Barek Jan Doležal Čároví: Radek Špringl Roman Zídek |  |

| 20. listopadu 2017 18.00                | HC Zubr Přerov                          | 2 : 3 (0:1, 1:2, 1:0) | HC Slavia Praha                                           | Meo Aréna Návštěvnost: 2104                                           |  |
| Lukáš Klimeš                            | Lukáš Klimeš                            | Brankáři              | Patrik Polívka                                            | Rozhodčí: Vojtěch Fiala Jiří Kašík Čároví: Karel Lukš Milan Gančarčík |  |
| Roman Pšurný 36:31' Radomír Pala 45:24' | Roman Pšurný 36:31' Radomír Pala 45:24' | 0:1 0:2 0:3 1:3 2:3   | 01:02' Jan Holý 25:38' Martin Kadlec 36:17' Martin Kadlec | Rozhodčí: Vojtěch Fiala Jiří Kašík Čároví: Karel Lukš Milan Gančarčík |  |
| 6 min                                   | 6 min                                   | Tresty                | 4 min                                                     | Rozhodčí: Vojtěch Fiala Jiří Kašík Čároví: Karel Lukš Milan Gančarčík |  |
| 22                                      | 22                                      | Střely                | 26                                                        | Rozhodčí: Vojtěch Fiala Jiří Kašík Čároví: Karel Lukš Milan Gančarčík |  |

| 22. listopadu 2017 18.00                                   | HC Slavia Praha                                            | 3 : 0 (1:0, 1:0, 1:0) | HC Stadion Litoměřice | Zimní stadion Eden Návštěvnost: 622                                  |  |
| Dominik Frodl                                              | Dominik Frodl                                              | Brankáři              | Tomáš Král            | Rozhodčí: Martin Grech Matěj Sýkora Čároví: Václav Beneš Milan Štofa |  |
| Marek Račuk 18:54' Martin Kadlec 25:26' Marek Račuk 51:10' | Marek Račuk 18:54' Martin Kadlec 25:26' Marek Račuk 51:10' | 1:0 2:0 3:0           |                       | Rozhodčí: Martin Grech Matěj Sýkora Čároví: Václav Beneš Milan Štofa |  |
| 2 min                                                      | 2 min                                                      | Tresty                | 12 min                | Rozhodčí: Martin Grech Matěj Sýkora Čároví: Václav Beneš Milan Štofa |  |
| 37                                                         | 37                                                         | Střely                | 18                    | Rozhodčí: Martin Grech Matěj Sýkora Čároví: Václav Beneš Milan Štofa |  |

| 25. listopadu 2017 16.00 | HC Benátky nad Jizerou | 1 : 4 (1:1, 0:2, 0:1) | HC Slavia Praha                                                                   | Zimní stadion Benátky nad Jizerou Návštěvnost: 528                   |  |
| Aleš Stezka              | Aleš Stezka            | Brankáři              | Patrik Polívka                                                                    | Rozhodčí: Radek Wagner Patrik Vokřál Čároví: Martin Šperl Petr Bosák |  |
| Josef Mikyska 16:04'     | Josef Mikyska 16:04'   | 0:1 1:1 1:2 1:3 1:4   | 06:59' Zdeněk Doležal 28:22' Martin Šagát 33:03' Zdeněk Kubica 46:18' Marek Račuk | Rozhodčí: Radek Wagner Patrik Vokřál Čároví: Martin Šperl Petr Bosák |  |
| 16 min                   | 16 min                 | Tresty                | 12 min                                                                            | Rozhodčí: Radek Wagner Patrik Vokřál Čároví: Martin Šperl Petr Bosák |  |
| 20                       | 20                     | Střely                | 31                                                                                | Rozhodčí: Radek Wagner Patrik Vokřál Čároví: Martin Šperl Petr Bosák |  |

| 26. listopadu 2017 17.00                                                      | HC Slavia Praha                                                               | 4 : 3 (2:0, 1:2, 1:1)       | AZ Residomo Havířov                                      | Zimní stadion Eden Návštěvnost: 738                                       |  |
| Dominik Frodl                                                                 | Dominik Frodl                                                                 | Brankáři                    | Ondřej Bláha                                             | Rozhodčí: Jan Doležal Svatopluk Kopeček Čároví: Jan Krátký Martin Kreuzer |  |
| Denis Heldák 02:31' Jan Novák 04:43' Lukáš Nedvídek 38:27' Jiří Drtina 54:11' | Denis Heldák 02:31' Jan Novák 04:43' Lukáš Nedvídek 38:27' Jiří Drtina 54:11' | 1:0 2:0 2:1 2:2 3:2 3:3 4:3 | 24:22' Jiří Krisl 29:53' Marek Sikora 41:41' Tomáš Drtil | Rozhodčí: Jan Doležal Svatopluk Kopeček Čároví: Jan Krátký Martin Kreuzer |  |
| 8 min                                                                         | 8 min                                                                         | Tresty                      | 6 min                                                    | Rozhodčí: Jan Doležal Svatopluk Kopeček Čároví: Jan Krátký Martin Kreuzer |  |
| 32                                                                            | 32                                                                            | Střely                      | 24                                                       | Rozhodčí: Jan Doležal Svatopluk Kopeček Čároví: Jan Krátký Martin Kreuzer |  |

| 2. prosince 2017 17.00                                                           | ČEZ Motor České Budějovice                                                       | 4 : 2 (2:0, 2:1, 0:1)   | HC Slavia Praha                                         | Budvar aréna Návštěvnost: 6421                                             |  |
| Petr Kváča                                                                       | Petr Kváča                                                                       | Brankáři                | Patrik Polívka (0.00–04.13) Dominik Frodl (04.14–60.00) | Rozhodčí: Michal Kostourek Patrik Vokřál Čároví: Michal Jílek Martin Šperl |  |
| Zdeněk Kutlák 02:44' Luboš Rob 04:13' Vlastimil Dostálek 29:52' Rok Pajič 35:21' | Zdeněk Kutlák 02:44' Luboš Rob 04:13' Vlastimil Dostálek 29:52' Rok Pajič 35:21' | 1:0 2:0 3:0 4:0 4:1 4:2 | 37:58' David Šafránek 58:53' Martin Šagát               | Rozhodčí: Michal Kostourek Patrik Vokřál Čároví: Michal Jílek Martin Šperl |  |
| 20 min                                                                           | 20 min                                                                           | Tresty                  | 26 min                                                  | Rozhodčí: Michal Kostourek Patrik Vokřál Čároví: Michal Jílek Martin Šperl |  |
| 37                                                                               | 37                                                                               | Střely                  | 17                                                      | Rozhodčí: Michal Kostourek Patrik Vokřál Čároví: Michal Jílek Martin Šperl |  |

| 6. prosince 2017 18.00     | HC Slavia Praha            | 1 : 2 (0:0, 0:2, 1:0) | LHK Jestřábi Prostějov                      | Zimní stadion Eden Návštěvnost: 616                                    |  |
| Dominik Frodl              | Dominik Frodl              | Brankáři              | Jakub Neužil                                | Rozhodčí: Martin Grech Matěj Sýkora Čároví: Michal Rubáš Martin Tvrdík |  |
| Marek Ryzák 49:55' (t. s.) | Marek Ryzák 49:55' (t. s.) | 0:1 0:2 1:2           | 23:58' David Dvořáček 26:39' David Dvořáček | Rozhodčí: Martin Grech Matěj Sýkora Čároví: Michal Rubáš Martin Tvrdík |  |
| 4 min                      | 4 min                      | Tresty                | 12 min                                      | Rozhodčí: Martin Grech Matěj Sýkora Čároví: Michal Rubáš Martin Tvrdík |  |
| 37                         | 37                         | Střely                | 20                                          | Rozhodčí: Martin Grech Matěj Sýkora Čároví: Michal Rubáš Martin Tvrdík |  |

| 9. prosince 2017 17.00                                              | SK Kadaň                                                            | 3 : 2 PP (0:0, 1:1, 1:1 – 1:0) | HC Slavia Praha                            | Stadion města Kadaň Návštěvnost: 412                                           |  |
| Dominik Pavlát                                                      | Dominik Pavlát                                                      | Brankáři                       | Dominik Frodl                              | Rozhodčí: Michal Škrobák Michal Kostourek Čároví: Štefan Belko Ondřej Kokrment |  |
| Lukáš Blaha 38:07' Nicolas Hlava 51:20' Jakub Trefný 60:32' (t. s.) | Lukáš Blaha 38:07' Nicolas Hlava 51:20' Jakub Trefný 60:32' (t. s.) | 0:1 1:1 2:1 2:2 3:2            | 34:41' Lukáš Nedvídek 52:21' Lukáš Krejčík | Rozhodčí: Michal Škrobák Michal Kostourek Čároví: Štefan Belko Ondřej Kokrment |  |
| 10 min                                                              | 10 min                                                              | Tresty                         | 8 min                                      | Rozhodčí: Michal Škrobák Michal Kostourek Čároví: Štefan Belko Ondřej Kokrment |  |
| 34                                                                  | 34                                                                  | Střely                         | 43                                         | Rozhodčí: Michal Škrobák Michal Kostourek Čároví: Štefan Belko Ondřej Kokrment |  |

| 17. prosince 2017 17.00 | HC Slavia Praha | 5 : 4 SN (0:0, 1:4, 3:0 – 0:0 – 1:0)                           | HC Frýdek-Místek | Zimní stadion Eden Návštěvnost: 723                                     |  |
| Patrik Polívka (0.00–40.00) Dominik Frodl (40.01–65.00) | Patrik Polívka (0.00–40.00) Dominik Frodl (40.01–65.00) | Brankáři                                                       | Jan Strmeň | Rozhodčí: Svatopluk Kopeček Jiří Kašík Čároví: Václav Beneš Tomáš Měkýš |  |
| Jindřich Barák 30:55' David Šafránek 40:58' Lukáš Krejčík 47:18' Lukáš Nedvídek 47:54' Lukáš Krejčík Lukáš Endál Marek Račuk David Šafránek Václav Jankovský | Jindřich Barák 30:55' David Šafránek 40:58' Lukáš Krejčík 47:18' Lukáš Nedvídek 47:54' Lukáš Krejčík Lukáš Endál Marek Račuk David Šafránek Václav Jankovský | 0:1 1:1 1:2 1:3 1:4 2:4 3:4 4:4 Samostatné nájezdy 0:0 1:0 2:0 | 23:58' David Klimša 33:52' Daniel Štumpf 34:24' Marek Růžička 36:21' Marek Růžička Tomáš Franek David Klimša Daniel Štumpf Marek Růžička | Rozhodčí: Svatopluk Kopeček Jiří Kašík Čároví: Václav Beneš Tomáš Měkýš |  |
| 33 min | 33 min | Tresty                                                         | 28 min | Rozhodčí: Svatopluk Kopeček Jiří Kašík Čároví: Václav Beneš Tomáš Měkýš |  |
| 49 | 49 | Střely                                                         | 22 | Rozhodčí: Svatopluk Kopeček Jiří Kašík Čároví: Václav Beneš Tomáš Měkýš |  |

| 20. prosince 2017 17.30                                 | VHK ROBE Vsetín                                         | 2 : 4 (0:1, 1:3, 1:0)   | HC Slavia Praha                                                                         | Na Lapači Návštěvnost: 3078                                         |  |
| Jaroslav Pavelka (0.00–33.15) Michal Šurý (33.16–60.00) | Jaroslav Pavelka (0.00–33.15) Michal Šurý (33.16–60.00) | Brankáři                | Dominik Frodl                                                                           | Rozhodčí: Jiří Kašík Jakub Koziol Čároví: Jaromír Bryška Jiří Novák |  |
| David Březina 38:00' Jakub Illéš 47:59'                 | David Březina 38:00' Jakub Illéš 47:59'                 | 0:1 0:2 0:3 0:4 1:4 2:4 | 12:42' Lukáš Krejčík 21:21' Václav Jankovský 24:58' Jindřich Barák 33:15' Lukáš Krejčík | Rozhodčí: Jiří Kašík Jakub Koziol Čároví: Jaromír Bryška Jiří Novák |  |
| 26 min                                                  | 26 min                                                  | Tresty                  | 28 min                                                                                  | Rozhodčí: Jiří Kašík Jakub Koziol Čároví: Jaromír Bryška Jiří Novák |  |
| 33                                                      | 33                                                      | Střely                  | 21                                                                                      | Rozhodčí: Jiří Kašík Jakub Koziol Čároví: Jaromír Bryška Jiří Novák |  |

| 22. prosince 2017 17.00                                                         | HC Slavia Praha                                                                 | 4 : 1 (1:0, 2:1, 1:0) | SK Horácká Slavia Třebíč | Zimní stadion Eden Návštěvnost: 682                                       |  |
| Dominik Frodl                                                                   | Dominik Frodl                                                                   | Brankáři              | Lukáš Dostál             | Rozhodčí: Daniel Jechoutek Radek Wagner Čároví: Michal Jílek Martin Šperl |  |
| Lukáš Endál 08:07' Jindřich Barák 30:52' Martin Šagát 39:20' Lukáš Endál 52:34' | Lukáš Endál 08:07' Jindřich Barák 30:52' Martin Šagát 39:20' Lukáš Endál 52:34' | 1:0 2:0 2:1 3:1 4:1   | 37:33' Matěj Novák       | Rozhodčí: Daniel Jechoutek Radek Wagner Čároví: Michal Jílek Martin Šperl |  |
| 14 min                                                                          | 14 min                                                                          | Tresty                | 10 min                   | Rozhodčí: Daniel Jechoutek Radek Wagner Čároví: Michal Jílek Martin Šperl |  |
| 24                                                                              | 24                                                                              | Střely                | 34                       | Rozhodčí: Daniel Jechoutek Radek Wagner Čároví: Michal Jílek Martin Šperl |  |

| 27. prosince 2017 18.00                    | HC Slovan Ústí nad Labem                   | 2 : 5 (1:1, 1:3, 0:1)       | HC Slavia Praha                                                                                           | Zimní stadion Ústí nad Labem Návštěvnost: 1546                            |  |
| Jan Dlouhý                                 | Jan Dlouhý                                 | Brankáři                    | Dominik Frodl                                                                                             | Rozhodčí: Tomáš Veselý Libor Veinfurter Čároví: Jan Toman Ondřej Kokrment |  |
| Pavel Smolka 08:57' Daniel Vrdlovec 39:34' | Pavel Smolka 08:57' Daniel Vrdlovec 39:34' | 0:1 1:1 1:2 1:3 1:4 2:4 2:5 | 02:17' Zdeněk Doležal 32:16' Lukáš Krejčík 36:03' Jindřich Barák 38:41' Lukáš Nedvídek 58:22' Marek Račuk | Rozhodčí: Tomáš Veselý Libor Veinfurter Čároví: Jan Toman Ondřej Kokrment |  |
| 8 min                                      | 8 min                                      | Tresty                      | 14 min | Rozhodčí: Tomáš Veselý Libor Veinfurter Čároví: Jan Toman Ondřej Kokrment |  |
| 33                                         | 33                                         | Střely                      | 38 | Rozhodčí: Tomáš Veselý Libor Veinfurter Čároví: Jan Toman Ondřej Kokrment |  |

| 29. prosince 2017 17.00                                                                        | HC Slavia Praha                                                                                | 2 : 1 SN (0:1, 0:0, 1:0 – 0:0 – 1:0)               | HC Energie Karlovy Vary                                                        | Zimní stadion Eden Návštěvnost: 1633                                   |  |
| Dominik Frodl                                                                                  | Dominik Frodl                                                                                  | Brankáři                                           | Filip Novotný                                                                  | Rozhodčí: Matěj Sýkora Jakub Valenta Čároví: Milan Štofa Jakub Zmeškal |  |
| David Šafránek 58:58' Lukáš Nedvídek Lukáš Krejčík Marek Račuk Zdeněk Doležal Václav Jankovský | David Šafránek 58:58' Lukáš Nedvídek Lukáš Krejčík Marek Račuk Zdeněk Doležal Václav Jankovský | 0:1 1:1 Samostatné nájezdy 0:0 0:1 0:2 1:2 2:2 3:2 | 15:44' Václav Skuhravý Jakub Flek Tomáš Rachůnek Petr Stloukal Stanislav Balán | Rozhodčí: Matěj Sýkora Jakub Valenta Čároví: Milan Štofa Jakub Zmeškal |  |
| 8 min                                                                                          | 8 min                                                                                          | Tresty                                             | 8 min                                                                          | Rozhodčí: Matěj Sýkora Jakub Valenta Čároví: Milan Štofa Jakub Zmeškal |  |
| 29                                                                                             | 29                                                                                             | Střely                                             | 27                                                                             | Rozhodčí: Matěj Sýkora Jakub Valenta Čároví: Milan Štofa Jakub Zmeškal |  |

| 4. ledna 2018 18.00 | Rytíři Kladno | 7 : 2 (2:1, 2:1, 3:0)               | HC Slavia Praha                                       | ČEZ stadion Kladno Návštěvnost: 2710                                    |  |
| Lukáš Cikánek | Lukáš Cikánek | Brankáři                            | Dominik Frodl (0.00–43.39) Daniel Vecka (43.40–60.00) | Rozhodčí: Michal Škrobák Matěj Sýkora Čároví: Jan Votrubec Martin Ševic |  |
| Patrik Machač 17:14' Patrik Machač 19:45' Miloslav Hořava 29:06' Tomáš Redlich 31:31' David Tůma 41:17' Miloslav Hořava 43:39' Tomáš Redlich 44:47' | Patrik Machač 17:14' Patrik Machač 19:45' Miloslav Hořava 29:06' Tomáš Redlich 31:31' David Tůma 41:17' Miloslav Hořava 43:39' Tomáš Redlich 44:47' | 0:1 1:1 2:1 2:2 3:2 4:2 5:2 6:2 7:2 | 06:11' Marek Račuk 25:37' Zdeněk Doležal              | Rozhodčí: Michal Škrobák Matěj Sýkora Čároví: Jan Votrubec Martin Ševic |  |
| 8 min | 8 min | Tresty                              | 24 min                                                | Rozhodčí: Michal Škrobák Matěj Sýkora Čároví: Jan Votrubec Martin Ševic |  |
| 47 | 47 | Střely                              | 25                                                    | Rozhodčí: Michal Škrobák Matěj Sýkora Čároví: Jan Votrubec Martin Ševic |  |

| 6. ledna 2018 15.00 | HC Slavia Praha     | 1 : 2 (1:0, 0:2, 0:0) | HC Zubr Přerov                             | Zimní stadion Eden Návštěvnost: 1232                                       |  |
| Dominik Frodl       | Dominik Frodl       | Brankáři              | Lukáš Klimeš                               | Rozhodčí: Jan Doležal Michal Škrobák Čároví: Martin Kreuzer Miroslav Šimán |  |
| Martin Šagát 05:33' | Martin Šagát 05:33' | 1:0 1:1 1:2           | 23:21' Milan Procházka 27:20' Radomír Pala | Rozhodčí: Jan Doležal Michal Škrobák Čároví: Martin Kreuzer Miroslav Šimán |  |
| 22 min              | 22 min              | Tresty                | 20 min                                     | Rozhodčí: Jan Doležal Michal Škrobák Čároví: Martin Kreuzer Miroslav Šimán |  |
| 37                  | 37                  | Střely                | 24                                         | Rozhodčí: Jan Doležal Michal Škrobák Čároví: Martin Kreuzer Miroslav Šimán |  |

| 10. ledna 2018 18.00                        | HC Stadion Litoměřice                       | 2 : 0 (2:0, 0:0, 0:0) | HC Slavia Praha | Kalich aréna Návštěvnost: 1130                                           |  |
| Martin Michajlov                            | Martin Michajlov                            | Brankáři              | Dominik Frodl   | Rozhodčí: Robert Čech Daniel Jechoutek Čároví: Lukáš Podrazil Petr Bosák |  |
| Vítězslav Bílek 06:45' Lukáš Doudera 17:26' | Vítězslav Bílek 06:45' Lukáš Doudera 17:26' | 1:0 2:0               |                 | Rozhodčí: Robert Čech Daniel Jechoutek Čároví: Lukáš Podrazil Petr Bosák |  |
| 6 min                                       | 6 min                                       | Tresty                | 12 min          | Rozhodčí: Robert Čech Daniel Jechoutek Čároví: Lukáš Podrazil Petr Bosák |  |
| 34                                          | 34                                          | Střely                | 28              | Rozhodčí: Robert Čech Daniel Jechoutek Čároví: Lukáš Podrazil Petr Bosák |  |

| 13. ledna 2018 15.00                                                                                            | HC Slavia Praha                                                                                                 | 5 : 0 (1:0, 0:0, 4:0) | HC Benátky nad Jizerou | Zimní stadion Eden Návštěvnost: 781                                   |  |
| Dominik Frodl                                                                                                   | Dominik Frodl                                                                                                   | Brankáři              | Josef Kořenář          | Rozhodčí: Matěj Sýkora Patrik Vokřál Čároví: Václav Beneš Milan Štofa |  |
| Lukáš Nedvídek 11:39' Lukáš Nedvídek 41:56' David Šafránek 45:41' Václav Jankovský 51:26' Zdeněk Doležal 52:46' | Lukáš Nedvídek 11:39' Lukáš Nedvídek 41:56' David Šafránek 45:41' Václav Jankovský 51:26' Zdeněk Doležal 52:46' | 1:0 2:0 3:0 4:0 5:0   |                        | Rozhodčí: Matěj Sýkora Patrik Vokřál Čároví: Václav Beneš Milan Štofa |  |
| 14 min | 14 min | Tresty                | 24 min                 | Rozhodčí: Matěj Sýkora Patrik Vokřál Čároví: Václav Beneš Milan Štofa |  |
| 34 | 34 | Střely                | 30                     | Rozhodčí: Matěj Sýkora Patrik Vokřál Čároví: Václav Beneš Milan Štofa |  |

| 17. ledna 2018 18.00 | AZ Residomo Havířov  | 1 : 2 (0:1, 0:0, 1:1) | HC Slavia Praha                                   | Gascontrol Aréna Návštěvnost: 1601                                       |  |
| Daniel Dolejš        | Daniel Dolejš        | Brankáři              | Dominik Frodl                                     | Rozhodčí: Václav Šutara Vojtěch Fiala Čároví: Milan Gančarčík Karel Lukš |  |
| Radek Pořízek 42:48' | Radek Pořízek 42:48' | 0:1 1:1 1:2           | 03:58' Martin Šagát 47:46' (t. s.) Zdeněk Doležal | Rozhodčí: Václav Šutara Vojtěch Fiala Čároví: Milan Gančarčík Karel Lukš |  |
| 10 min               | 10 min               | Tresty                | 14 min                                            | Rozhodčí: Václav Šutara Vojtěch Fiala Čároví: Milan Gančarčík Karel Lukš |  |
| 35                   | 35                   | Střely                | 20                                                | Rozhodčí: Václav Šutara Vojtěch Fiala Čároví: Milan Gančarčík Karel Lukš |  |

| 20. ledna 2018 15.00 | HC Slavia Praha | 4 : 3 SN (0:2, 2:1, 1:0 – 0:0 – 1:0)                       | ČEZ Motor České Budějovice                                                                                                   | Zimní stadion Eden Návštěvnost: 2236                                        |  |
| Dominik Frodl | Dominik Frodl | Brankáři                                                   | David Gába | Rozhodčí: Svatopluk Kopeček Filip Vrba Čároví: Martin Kreuzer David Štětina |  |
| Lukáš Endál 25:53' Lukáš Endál 33:38' Lukáš Krejčík 43:47' Lukáš Endál Lukáš Krejčík David Šafránek Zdeněk Doležal Lukáš Nedvídek | Lukáš Endál 25:53' Lukáš Endál 33:38' Lukáš Krejčík 43:47' Lukáš Endál Lukáš Krejčík David Šafránek Zdeněk Doležal Lukáš Nedvídek | 0:1 0:2 1:2 1:3 2:3 3:3 Samostatné nájezdy 0:0 1:0 1:1 2:1 | 14:36' Zdeněk Kutlák 15:05' Zdeněk Čáp 26:54' Vít Jonák Václav Nedorost Miloslav Čermák Rok Pajič Josef Mikyska Petr Vampola | Rozhodčí: Svatopluk Kopeček Filip Vrba Čároví: Martin Kreuzer David Štětina |  |
| 10 min | 10 min | Tresty                                                     | 8 min | Rozhodčí: Svatopluk Kopeček Filip Vrba Čároví: Martin Kreuzer David Štětina |  |
| 29 | 29 | Střely                                                     | 39 | Rozhodčí: Svatopluk Kopeček Filip Vrba Čároví: Martin Kreuzer David Štětina |  |

| 24. ledna 2018 18.00                                                                                | LHK Jestřábi Prostějov                                                                              | 2 : 3 SN (1:0, 0:0, 1:2 – 0:0 – 0:1)                   | HC Slavia Praha | Zimní stadion Prostějov Návštěvnost: 1842                            |  |
| Jakub Neužil                                                                                        | Jakub Neužil                                                                                        | Brankáři                                               | Dominik Frodl | Rozhodčí: Tomáš Zbořil Jan Doležal Čároví: Roman Zídek Roman Komínek |  |
| Jan Starý 13:58' Tomáš Divíšek 42:33' Radek Prokeš Jan Starý Tomáš Nouza Tomáš Divíšek Ondřej Fiala | Jan Starý 13:58' Tomáš Divíšek 42:33' Radek Prokeš Jan Starý Tomáš Nouza Tomáš Divíšek Ondřej Fiala | 1:0 1:1 1:2 2:2 Samostatné nájezdy 0:1 1:1 1:2 2:2 2:3 | 40:25' Zdeněk Doležal 41:15' Martin Ondráček Tomáš Zigo Lukáš Krejčík David Šafránek Zdeněk Doležal Václav Jankovský | Rozhodčí: Tomáš Zbořil Jan Doležal Čároví: Roman Zídek Roman Komínek |  |
| 6 min                                                                                               | 6 min                                                                                               | Tresty                                                 | 6 min | Rozhodčí: Tomáš Zbořil Jan Doležal Čároví: Roman Zídek Roman Komínek |  |
| 24                                                                                                  | 24                                                                                                  | Střely                                                 | 30 | Rozhodčí: Tomáš Zbořil Jan Doležal Čároví: Roman Zídek Roman Komínek |  |

| 27. ledna 2018 15.00 | HC Slavia Praha | 7 : 1 (2:1, 2:0, 3:0)           | SK Kadaň             | Zimní stadion Eden Návštěvnost: 768                                      |  |
| Dominik Frodl (0.00–53.33) Dominik Šorf (53.34–60.00)                                                                                                 | Dominik Frodl (0.00–53.33) Dominik Šorf (53.34–60.00)                                                                                                 | Brankáři                        | Dominik Pavlát       | Rozhodčí: Michal Kostourek Radek Wagner Čároví: Richard Coubal Jan Toman |  |
| Martin Ondráček 03:47' Zdeněk Doležal 13:18' Zdeněk Doležal 24:55' Jiří Drtina 30:39' Zdeněk Kubica 52:11' Tomáš Šmerha 53:33' Martin Ondráček 57:28' | Martin Ondráček 03:47' Zdeněk Doležal 13:18' Zdeněk Doležal 24:55' Jiří Drtina 30:39' Zdeněk Kubica 52:11' Tomáš Šmerha 53:33' Martin Ondráček 57:28' | 1:0 1:1 2:1 3:1 4:1 5:1 6:1 7:1 | 04:26' Darek Hejcman | Rozhodčí: Michal Kostourek Radek Wagner Čároví: Richard Coubal Jan Toman |  |
| 6 min | 6 min | Tresty                          | 12 min               | Rozhodčí: Michal Kostourek Radek Wagner Čároví: Richard Coubal Jan Toman |  |
| 32 | 32 | Střely                          | 20                   | Rozhodčí: Michal Kostourek Radek Wagner Čároví: Richard Coubal Jan Toman |  |

| 29. ledna 2018 18.00 | HC Frýdek-Místek     | 1 : 3 (0:0, 1:2, 0:1) | HC Slavia Praha                                                      | Hala Polárka Návštěvnost: 1227                                        |  |
| Jan Strmeň           | Jan Strmeň           | Brankáři              | David Honzík                                                         | Rozhodčí: Vojtěch Fiala Pavel Obadal Čároví: Radim Adamec Leon Wesley |  |
| Daniel Štumpf 39:07' | Daniel Štumpf 39:07' | 0:1 0:2 1:2 1:3       | 29:41' Zdeněk Doležal 38:55' Václav Jankovský 57:23' Martin Ondráček | Rozhodčí: Vojtěch Fiala Pavel Obadal Čároví: Radim Adamec Leon Wesley |  |
| 10 min               | 10 min               | Tresty                | 14 min                                                               | Rozhodčí: Vojtěch Fiala Pavel Obadal Čároví: Radim Adamec Leon Wesley |  |
| 33                   | 33                   | Střely                | 23                                                                   | Rozhodčí: Vojtěch Fiala Pavel Obadal Čároví: Radim Adamec Leon Wesley |  |

| 31. ledna 2018 18.00                                                                                        | HC Slavia Praha                                                                                             | 5 : 4 (0:2, 2:2, 3:0)               | VHK ROBE Vsetín                                                                   | Zimní stadion Eden Návštěvnost: 1088                                    |  |
| Dominik Frodl (0.00–30.11) Patrik Polívka (30.12–60.00)                                                     | Dominik Frodl (0.00–30.11) Patrik Polívka (30.12–60.00)                                                     | Brankáři                            | Pavel Jekel (0.00–52.44) Michal Šurý (52.45–60.00)                                | Rozhodčí: Jiří Kašík Patrik Vokřál Čároví: Ladislav Lučan Petr Maštalíř |  |
| Zdeněk Doležal 30:40' Martin Ondráček 35:32' Zdeněk Doležal 43:05' Martin Šagát 50:15' Martin Kadlec 52:44' | Zdeněk Doležal 30:40' Martin Ondráček 35:32' Zdeněk Doležal 43:05' Martin Šagát 50:15' Martin Kadlec 52:44' | 0:1 0:2 0:3 0:4 1:4 2:4 3:4 4:4 5:4 | 12:07' Ondřej Kopta 19:17' Petr Beránek 21:15' David Březina 30:11' David Březina | Rozhodčí: Jiří Kašík Patrik Vokřál Čároví: Ladislav Lučan Petr Maštalíř |  |
| 8 min | 8 min | Tresty                              | 12 min                                                                            | Rozhodčí: Jiří Kašík Patrik Vokřál Čároví: Ladislav Lučan Petr Maštalíř |  |
| 36 | 36 | Střely                              | 28                                                                                | Rozhodčí: Jiří Kašík Patrik Vokřál Čároví: Ladislav Lučan Petr Maštalíř |  |

| 3. února 2018 17.30                       | SK Horácká Slavia Třebíč                  | 2 : 0 (1:0, 0:0, 1:0) | HC Slavia Praha | Zimní stadion města Třebíče - Mann+Hummel Arena Návštěvnost: 1562   |  |
| Lukáš Dostál                              | Lukáš Dostál                              | Brankáři              | David Honzík    | Rozhodčí: Václav Šutara Jiří Kašík Čároví: Tomáš Měkýš David Otáhal |  |
| Lukáš Paták 17:58' Petr Kratochvíl 59:30' | Lukáš Paták 17:58' Petr Kratochvíl 59:30' | 1:0 2:0               |                 | Rozhodčí: Václav Šutara Jiří Kašík Čároví: Tomáš Měkýš David Otáhal |  |
| 4 min                                     | 4 min                                     | Tresty                | 10 min          | Rozhodčí: Václav Šutara Jiří Kašík Čároví: Tomáš Měkýš David Otáhal |  |
| 21                                        | 21                                        | Střely                | 19              | Rozhodčí: Václav Šutara Jiří Kašík Čároví: Tomáš Měkýš David Otáhal |  |

| 7. února 2018 18.00                                            | HC Slavia Praha                                                | 3 : 5 (1:1, 0:2, 2:2)           | HC Slovan Ústí nad Labem                                                                                | Zimní stadion Eden Návštěvnost: 712                                        |  |
| Dominik Frodl (0.00–48.40) Patrik Polívka (48.41–60.00)        | Dominik Frodl (0.00–48.40) Patrik Polívka (48.41–60.00)        | Brankáři                        | Jan Dlouhý                                                                                              | Rozhodčí: Michal Kostourek Michal Škrobák Čároví: Václav Beneš Milan Štofa |  |
| Tomáš Šmerha 10:08' Lukáš Nedvídek 43:05' Martin Kadlec 43:26' | Tomáš Šmerha 10:08' Lukáš Nedvídek 43:05' Martin Kadlec 43:26' | 1:0 1:1 1:2 1:3 2:3 3:3 3:4 3:5 | 11:53' Tomáš Pšenička 26:23' Jiří Severa 29:21' Tomáš Pšenička 47:00' Pavel Smolka 48:40' Milan Davídek | Rozhodčí: Michal Kostourek Michal Škrobák Čároví: Václav Beneš Milan Štofa |  |
| 8 min                                                          | 8 min                                                          | Tresty                          | 6 min                                                                                                   | Rozhodčí: Michal Kostourek Michal Škrobák Čároví: Václav Beneš Milan Štofa |  |
| 35                                                             | 35                                                             | Střely                          | 20 | Rozhodčí: Michal Kostourek Michal Škrobák Čároví: Václav Beneš Milan Štofa |  |

| 10. února 2018 17.00                                                               | HC Energie Karlovy Vary                                                            | 4 : 3 (2:1, 1:1, 1:1)       | HC Slavia Praha                                                    | KV Arena Návštěvnost: 3116                                                     |  |
| Filip Novotný                                                                      | Filip Novotný                                                                      | Brankáři                    | David Honzík                                                       | Rozhodčí: Michal Kostourek Martin Grech Čároví: Richard Coubal Ondřej Kokrment |  |
| Stanislav Balán 01:29' Jakub Flek 10:57' Petr Stloukal 37:13' Petr Stloukal 44:28' | Stanislav Balán 01:29' Jakub Flek 10:57' Petr Stloukal 37:13' Petr Stloukal 44:28' | 1:0 2:0 2:1 2:2 3:2 4:2 4:3 | 18:50' Martin Ondráček 29:55' David Šafránek 54:05' Zdeněk Doležal | Rozhodčí: Michal Kostourek Martin Grech Čároví: Richard Coubal Ondřej Kokrment |  |
| 10 min                                                                             | 10 min                                                                             | Tresty                      | 8 min                                                              | Rozhodčí: Michal Kostourek Martin Grech Čároví: Richard Coubal Ondřej Kokrment |  |
| 36                                                                                 | 36                                                                                 | Střely                      | 29                                                                 | Rozhodčí: Michal Kostourek Martin Grech Čároví: Richard Coubal Ondřej Kokrment |  |

| 14. února 2018 18.00  | HC Slavia Praha       | 1 : 2 PP (1:0, 0:0, 0:1 – 0:1) | Rytíři Kladno                             | Zimní stadion Eden Návštěvnost: 4000                                |  |
| Dominik Frodl         | Dominik Frodl         | Brankáři                       | Lukáš Cikánek                             | Rozhodčí: Josef Barek Radek Wagner Čároví: Aleš Hejl Lukáš Podrazil |  |
| Zdeněk Doležal 07:46' | Zdeněk Doležal 07:46' | 1:0 1:1 1:2                    | 55:21' Miloslav Hořava 61:07' Petr Hořava | Rozhodčí: Josef Barek Radek Wagner Čároví: Aleš Hejl Lukáš Podrazil |  |
| 8 min                 | 8 min                 | Tresty                         | 8 min                                     | Rozhodčí: Josef Barek Radek Wagner Čároví: Aleš Hejl Lukáš Podrazil |  |
| 25                    | 25                    | Střely                         | 15                                        | Rozhodčí: Josef Barek Radek Wagner Čároví: Aleš Hejl Lukáš Podrazil |  |

| 18. února 2018 17.00                                          | HC Zubr Přerov                                                | 3 : 6 (1:1, 1:3, 1:2)               | HC Slavia Praha | Meo Aréna Návštěvnost: 2141                                         |  |
| Lukáš Klimeš (0.00–36.00) Juraj Šimboch (36.01–60.00)         | Lukáš Klimeš (0.00–36.00) Juraj Šimboch (36.01–60.00)         | Brankáři                            | Patrik Polívka | Rozhodčí: Robert Čech Jiří Kašík Čároví: Roman Komínek David Otáhal |  |
| Jiří Goiš 16:42' Jakub Šlahař 20:31' Matouš Kratochvíl 57:19' | Jiří Goiš 16:42' Jakub Šlahař 20:31' Matouš Kratochvíl 57:19' | 0:1 1:1 2:1 2:2 2:3 2:4 2:5 2:6 3:6 | 00:17' Marek Račuk 25:47' Martin Šagát 28:45' Martin Šagát 36:00' Jaroslav Kasík 48:50' Jan Holý 52:12' Jiří Doležal | Rozhodčí: Robert Čech Jiří Kašík Čároví: Roman Komínek David Otáhal |  |
| 12 min                                                        | 12 min                                                        | Tresty                              | 12 min | Rozhodčí: Robert Čech Jiří Kašík Čároví: Roman Komínek David Otáhal |  |
| 24                                                            | 24                                                            | Střely                              | 30 | Rozhodčí: Robert Čech Jiří Kašík Čároví: Roman Komínek David Otáhal |  |

| 21. února 2018 18.00                     | HC Slavia Praha                          | 2 : 1 PP (0:0, 1:0, 0:1 – 1:0) | HC Stadion Litoměřice   | Zimní stadion Eden Návštěvnost: 722                                    |  |
| Dominik Frodl                            | Dominik Frodl                            | Brankáři                       | Jakub Škarek            | Rozhodčí: Matěj Sýkora Jakub Valenta Čároví: Michal Jílek Martin Šperl |  |
| Lukáš Endál 20:40' Zdeněk Doležal 62:31' | Lukáš Endál 20:40' Zdeněk Doležal 62:31' | 1:0 1:1 2:1                    | 57:49' Daniel Voženílek | Rozhodčí: Matěj Sýkora Jakub Valenta Čároví: Michal Jílek Martin Šperl |  |
| 10 min                                   | 10 min                                   | Tresty                         | 10 min                  | Rozhodčí: Matěj Sýkora Jakub Valenta Čároví: Michal Jílek Martin Šperl |  |
| 40                                       | 40                                       | Střely                         | 37                      | Rozhodčí: Matěj Sýkora Jakub Valenta Čároví: Michal Jílek Martin Šperl |  |

| 24. února 2018 17.00                                 | HC Benátky nad Jizerou                               | 2 : 5 (1:2, 0:1, 1:2)       | HC Slavia Praha                                                                                              | Zimní stadion Benátky nad Jizerou Návštěvnost: 264                       |  |
| Aleš Stezka (0.00–57.54) Jiří Stejskal (57.55–60.00) | Aleš Stezka (0.00–57.54) Jiří Stejskal (57.55–60.00) | Brankáři                    | Patrik Polívka                                                                                               | Rozhodčí: Michal Kostourek Tomáš Zubzanda Čároví: Jan Toman Jan Votrubec |  |
| Kryštof Hrabík 02:34' Jan Jeník 54:08'               | Kryštof Hrabík 02:34' Jan Jeník 54:08'               | 1:0 1:1 1:2 1:3 1:4 2:4 2:5 | 06:09' Martin Ondráček 19:45' Zdeněk Kubica 33:52' Marek Račuk 44:34' Václav Jankovský 57:54' Lukáš Nedvídek | Rozhodčí: Michal Kostourek Tomáš Zubzanda Čároví: Jan Toman Jan Votrubec |  |
| 100 min                                              | 100 min                                              | Tresty                      | 10 min | Rozhodčí: Michal Kostourek Tomáš Zubzanda Čároví: Jan Toman Jan Votrubec |  |
| 29                                                   | 29                                                   | Střely                      | 32 | Rozhodčí: Michal Kostourek Tomáš Zubzanda Čároví: Jan Toman Jan Votrubec |  |

### Play off

#### Čtvrtfinále
| 27. února 2018 18.00                     | HC Slavia Praha                          | 2 : 1 PP (1:1, 0:0, 0:0 – 1:0) | HC Zubr Přerov   | Zimní stadion Eden Návštěvnost: 732                                    |  |
| Dominik Frodl                            | Dominik Frodl                            | Brankáři                       | Lukáš Klimeš     | Rozhodčí: Matěj Sýkora Tomáš Veselý Čároví: Ondřej Malý Miroslav Šimán |  |
| Marek Račuk 00:18' Zdeněk Doležal 61:53' | Marek Račuk 00:18' Zdeněk Doležal 61:53' | 1:0 1:1 2:1                    | 11:08' Jiří Goiš | Rozhodčí: Matěj Sýkora Tomáš Veselý Čároví: Ondřej Malý Miroslav Šimán |  |
| 14 min                                   | 14 min                                   | Tresty                         | 14 min           | Rozhodčí: Matěj Sýkora Tomáš Veselý Čároví: Ondřej Malý Miroslav Šimán |  |
| 32                                       | 32                                       | Střely                         | 37               | Rozhodčí: Matěj Sýkora Tomáš Veselý Čároví: Ondřej Malý Miroslav Šimán |  |

| 28. února 2018 18.00                    | HC Slavia Praha                         | 2 : 1 (0:1, 1:0, 1:0) | HC Zubr Přerov      | Zimní stadion Eden Návštěvnost: 718                                      |  |
| David Honzík                            | David Honzík                            | Brankáři              | Lukáš Klimeš        | Rozhodčí: Jan Doležal Svatopluk Kopeček Čároví: Petr Kotlík Ondřej Polák |  |
| Marek Račuk 37:43' Lukáš Krejčík 49:40' | Marek Račuk 37:43' Lukáš Krejčík 49:40' | 0:1 1:1 2:1           | 14:25' Radomír Pala | Rozhodčí: Jan Doležal Svatopluk Kopeček Čároví: Petr Kotlík Ondřej Polák |  |
| 4 min                                   | 4 min                                   | Tresty                | 6 min               | Rozhodčí: Jan Doležal Svatopluk Kopeček Čároví: Petr Kotlík Ondřej Polák |  |
| 23                                      | 23                                      | Střely                | 30                  | Rozhodčí: Jan Doležal Svatopluk Kopeček Čároví: Petr Kotlík Ondřej Polák |  |

| 3. března 2018 17.00                                              | HC Zubr Přerov                                                    | 3 : 6 (1:2, 2:2, 0:2)               | HC Slavia Praha | Meo Aréna Návštěvnost: 2610                                                   |  |
| Lukáš Klimeš                                                      | Lukáš Klimeš                                                      | Brankáři                            | David Honzík | Rozhodčí: Michal Kostourek Radek Wagner Čároví: Petr Maštalíř Ondřej Kokrment |  |
| Milan Procházka 05:08' Mislav Rosandić 23:48' Radomír Pala 31:08' | Milan Procházka 05:08' Mislav Rosandić 23:48' Radomír Pala 31:08' | 0:1 1:1 1:2 2:2 3:2 3:3 3:4 3:5 3:6 | 03:21' Lukáš Nedvídek 17:59' Zdeněk Kubica 35:47' Martin Šagát 39:56' Lukáš Krejčík 54:24' Martin Kadlec 59:43' Martin Kadlec | Rozhodčí: Michal Kostourek Radek Wagner Čároví: Petr Maštalíř Ondřej Kokrment |  |
| 32 min                                                            | 32 min                                                            | Tresty                              | 12 min | Rozhodčí: Michal Kostourek Radek Wagner Čároví: Petr Maštalíř Ondřej Kokrment |  |
| 17                                                                | 17                                                                | Střely                              | 25 | Rozhodčí: Michal Kostourek Radek Wagner Čároví: Petr Maštalíř Ondřej Kokrment |  |

| 4. března 2018 17.00                                  | HC Zubr Přerov                                        | 1 : 3 (0:2, 1:1, 0:0) | HC Slavia Praha                                             | Meo Aréna Návštěvnost: 2121                                              |  |
| Juraj Šimboch (0.00–14.26) Lukáš Klimeš (14.27–60.00) | Juraj Šimboch (0.00–14.26) Lukáš Klimeš (14.27–60.00) | Brankáři              | David Honzík                                                | Rozhodčí: Tomáš Zubzanda Matěj Sýkora Čároví: Ondřej Malý Miroslav Šimán |  |
| Jakub Šlahař 20:28'                                   | Jakub Šlahař 20:28'                                   | 0:1 0:2 1:2 1:3       | 03:14' Lukáš Krejčík 14:26' Martin Šagát 29:39' Jiří Drtina | Rozhodčí: Tomáš Zubzanda Matěj Sýkora Čároví: Ondřej Malý Miroslav Šimán |  |
| 12 min                                                | 12 min                                                | Tresty                | 8 min                                                       | Rozhodčí: Tomáš Zubzanda Matěj Sýkora Čároví: Ondřej Malý Miroslav Šimán |  |
| 32                                                    | 32                                                    | Střely                | 18                                                          | Rozhodčí: Tomáš Zubzanda Matěj Sýkora Čároví: Ondřej Malý Miroslav Šimán |  |

#### Semifinále
| 13. březen 2018 17.30                                                           | HC Energie Karlovy Vary                                                         | 4 : 3 PP (2:0, 0:3, 1:0 – 1:0) | HC Slavia Praha                                                      | Zimní stadion Karlovy Vary Návštěvnost: 3620                             |  |
| Filip Novotný                                                                   | Filip Novotný                                                                   | Brankáři                       | Dominik Frodl                                                        | Rozhodčí: Tomáš Veselý Radek Wagner Čároví: Ladislav Lučan Radek Špringl |  |
| Petr Stloukal 00:43' Daniel Vrdlovec 08:18' Jakub Flek 43:45' Jakub Flek 60:28' | Petr Stloukal 00:43' Daniel Vrdlovec 08:18' Jakub Flek 43:45' Jakub Flek 60:28' | 1:0 2:0 2:1 2:2 2:3 3:3 4:3    | 30:09' Martin Šagát 33:23' Marek Račuk 33:45' (t. s.) Zdeněk Doležal | Rozhodčí: Tomáš Veselý Radek Wagner Čároví: Ladislav Lučan Radek Špringl |  |
| 6 min                                                                           | 6 min                                                                           | Tresty                         | 14 min                                                               | Rozhodčí: Tomáš Veselý Radek Wagner Čároví: Ladislav Lučan Radek Špringl |  |
| 32                                                                              | 32                                                                              | Střely                         | 30                                                                   | Rozhodčí: Tomáš Veselý Radek Wagner Čároví: Ladislav Lučan Radek Špringl |  |

| 14. březen 2018 17.30                                                               | HC Energie Karlovy Vary                                                             | 4 : 0 (1:0, 2:0, 1:0) | HC Slavia Praha | Zimní stadion Karlovy Vary Návštěvnost: 3705                                      |  |
| Filip Novotný                                                                       | Filip Novotný                                                                       | Brankáři              | Dominik Frodl   | Rozhodčí: Miroslav Petružálek Matěj Sýkora Čároví: Ondřej Kokrment Miroslav Šimán |  |
| Matic Podlipni 19:15' Ondřej Beránek 27:44' Jakub Flek 31:37' Ondřej Beránek 53:59' | Matic Podlipni 19:15' Ondřej Beránek 27:44' Jakub Flek 31:37' Ondřej Beránek 53:59' | 1:0 2:0 3:0 4:0       |                 | Rozhodčí: Miroslav Petružálek Matěj Sýkora Čároví: Ondřej Kokrment Miroslav Šimán |  |
| 14 min                                                                              | 14 min                                                                              | Tresty                | 16 min          | Rozhodčí: Miroslav Petružálek Matěj Sýkora Čároví: Ondřej Kokrment Miroslav Šimán |  |
| 42                                                                                  | 42                                                                                  | Střely                | 29              | Rozhodčí: Miroslav Petružálek Matěj Sýkora Čároví: Ondřej Kokrment Miroslav Šimán |  |

| 17. březen 2018 14.30 | HC Slavia Praha      | 1 : 2 (1:0, 0:0, 0:2) | HC Energie Karlovy Vary                   | Zimní stadion Eden Návštěvnost: 2156                                   |  |
| Dominik Frodl         | Dominik Frodl        | Brankáři              | Filip Novotný                             | Rozhodčí: Robert Čech Michal Dědek Čároví: David Gančarčík Roman Zídek |  |
| Martin Kadlec 18:14'  | Martin Kadlec 18:14' | 1:0 1:1 1:2           | 43:24' Martin Osmík 59:48' Michal Plutnar | Rozhodčí: Robert Čech Michal Dědek Čároví: David Gančarčík Roman Zídek |  |
| 2 min                 | 2 min                | Tresty                | 4 min                                     | Rozhodčí: Robert Čech Michal Dědek Čároví: David Gančarčík Roman Zídek |  |
| 30                    | 30                   | Střely                | 32                                        | Rozhodčí: Robert Čech Michal Dědek Čároví: David Gančarčík Roman Zídek |  |

| 18. březen 2018 17.00 | HC Slavia Praha | 0 : 3 (0:0, 0:2, 0:1) | HC Energie Karlovy Vary                                      | Zimní stadion Eden Návštěvnost: 1985                                       |  |
| Dominik Frodl         | Dominik Frodl   | Brankáři              | Filip Novotný                                                | Rozhodčí: Jan Doležal Miroslav Petružálek Čároví: Václav Beneš Milan Štofa |  |
|                       |                 | 0:1 0:2 0:3           | 24:51' Petr Stloukal 39:43' Tomáš Rachůnek 59:17' Jakub Flek | Rozhodčí: Jan Doležal Miroslav Petružálek Čároví: Václav Beneš Milan Štofa |  |
| 4 min                 | 4 min           | Tresty                | 8 min                                                        | Rozhodčí: Jan Doležal Miroslav Petružálek Čároví: Václav Beneš Milan Štofa |  |
| 34                    | 34              | Střely                | 26                                                           | Rozhodčí: Jan Doležal Miroslav Petružálek Čároví: Václav Beneš Milan Štofa |  |